# Jindřich V. Bavorský
Jindřich V. Bavorský (okolo roku 960, Moselgau – 27. února 1026) byl lucemburský hrabě, bavorský vévoda a také laický opat v klášteře sv. Wilibrorda v Echternachu.

## Život
Narodil se z manželství lucemburského hraběte Siegfrieda I. († 998) s Hedvikou. Roku 1001 se zúčastnil císařské výpravy do Itálie. Jeho sestra Kunhuta se krátce předtím stala manželkou budoucího císaře Jindřicha II. a zřejmě právě ona zapříčinila Jindřichův mocenský vzestup na jaře roku 1004, kdy byl v Řezně během říšského sněmu povýšen na bavorského vévodu. Švagra opakovaně doprovázel na válečných taženích proti polskému knížeti Boleslavovi Chrabrému.
Roku 1009 jej švagr na základě tzv. moselského sporu sesadil a vévodství mu vrátil roku 1017 poté, co se Vojtěch Lucemburský vzdal úřadu biskupa v Trevíru. Jindřich zemřel bezdětný, nástupcem v lucemburském hrabství se stal jeho synovec Jindřich.